# Ludwik Panczakiewicz

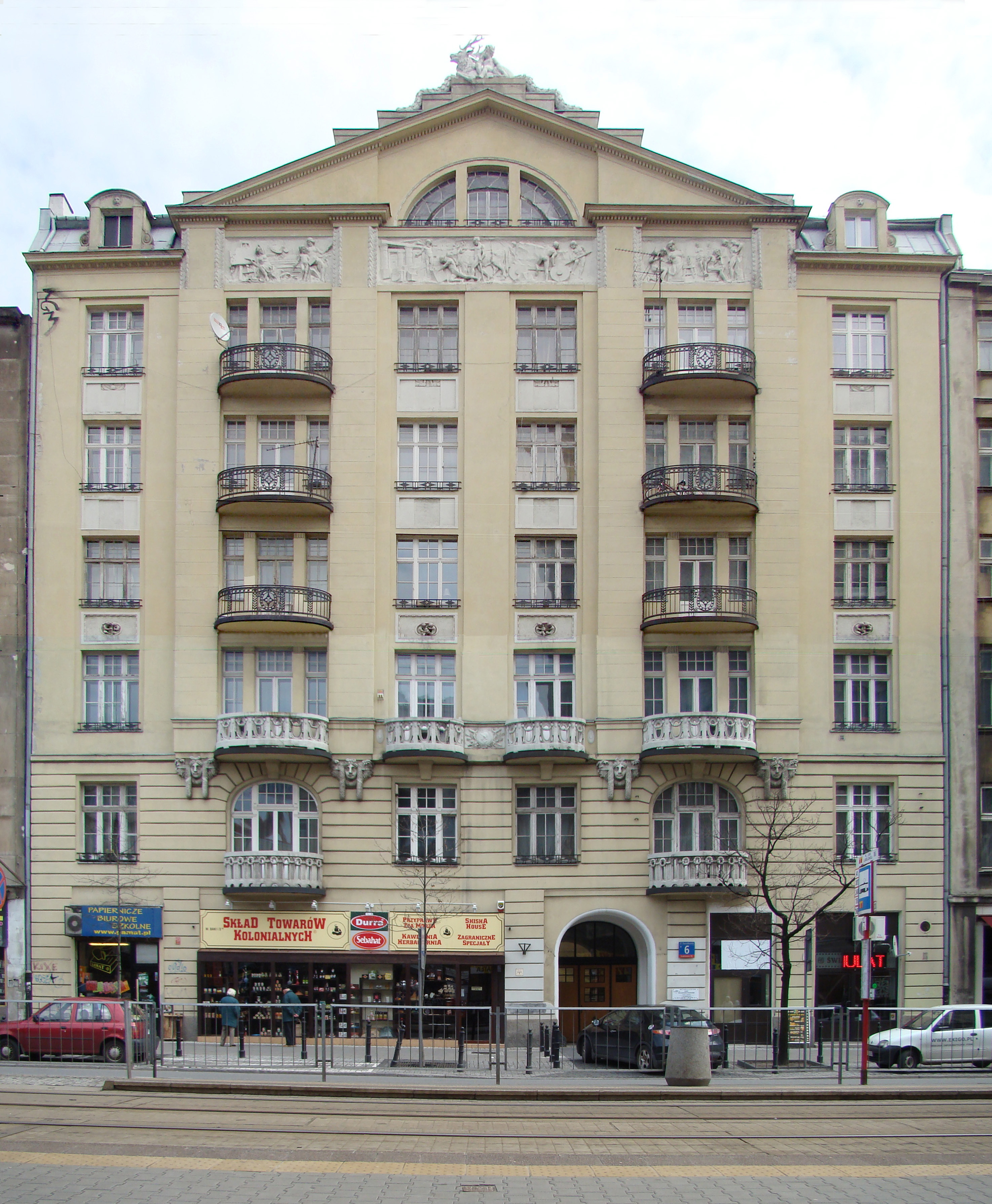
Kamienica Ludwika Panczakiewicza przy ul. Marszałkowskiej 6

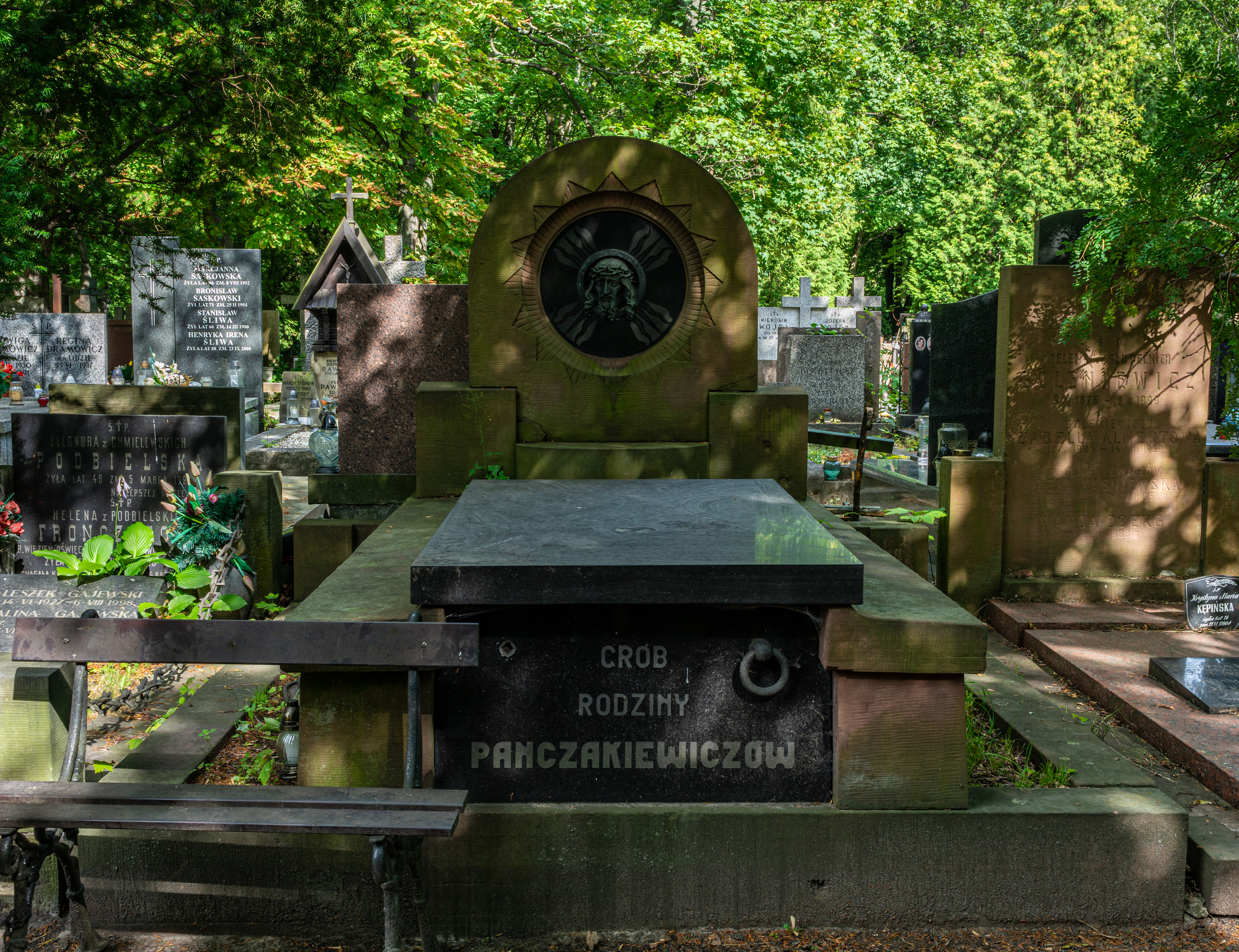
Grób Ludwika Panczakiewicza na cmentarzu Powązkowskim

Ludwik Panczakiewicz (ur. 29 lipca 1873 w Nowym Targu, zm. 4 lipca 1935 w Warszawie) – warszawski architekt i przedsiębiorca budowlany. 

## Życiorys
Absolwent Szkoły Techniczno-Przemysłowej w Krakowie; studiował architekturę w Petersburgu. Od 1897 działał w Warszawie, gdzie przybył na zaproszenie Józefa Piusa Dziekońskiego. Około 1900 roku uzyskał uprawnienia do samodzielnej działalności na terenie Rosji. W 1902 roku został dyrektorem i głównym projektantem w biurze budowlanym Izydora Pianko. 
Współpracował z architektem Józefem Piusem Dziekońskim przy projektowaniu kościołów: św. Michała i św. Floriana na Pradze (1898−1902), Najświętszego Zbawiciela (wspólnie z W. Żychiewiczem) i św. Stanisława Biskupa na Woli (1899–1903). Projektował kamienice warszawskie, w tym w latach 1911–1912 własną kamienicę czynszową przy ul. Marszałkowskiej 6. Elewacje tego obiektu wyróżniają się bogatą dekoracją rzeźbiarską autorstwa rzeźbiarza i kamieniarza warszawskiego Feliksa Giecewicza.
W latach 1899–1901 współprojektował dwie hale targowe, zwane Halami Mirowskimi. Koncepcja hal była oparta na opracowaniu architekta Stefana Szyllera.
W latach 1905−1907 wybudowano według jego projektu kamienicę przy ul. Marszałkowskiej 81.
Jako obywatel austriacki w czasie I wojny światowej był przez władze rosyjskie internowany w Taszkiencie. Do Polski wrócił w 1918 roku i zaczął pracować w starostwie.
Pochowany na cmentarzu Powązkowskim (kwatera 100-6-20/21).

## Ważniejsze realizacje

### Warszawa
- pałacyk księcia Wasyla Dołgorukowa z 1899, następnie księcia Macieja Radziwiłła i hr. Józefa Tyszkiewicza, przy ul. Litewskiej 6[3], dawna siedziba Biura Radcy Handlowego Ambasady Czechosłowacji (1964–1992), obecnie Ambasady Słowacji
- pałacyk Kisiel-Kiślańskiego z 1890 przy ul. Fryderyka Chopina 2a, dawna siedziba Ambasady Turcji (1926–1939), obecnie Ambasady Norwegii
- budynek Szkoły Powszechnej nr 3 im. Emilii Plater przy ul Rybaki 32 (nieistniejący)[4]
- Kamienica Wilhelma Rakmana przy Alejach Jerozolimskich 47
- kamienica przy ul. Przeskok 4
- kamienica przy ul. Siennej 5/7
- kamienica przy ul. Żurawiej 4
- kamienica przy ul. Lwowskiej 11
- kamienica przy ul. Marszałkowskiej 13

### Inne miasta
- kamienica II Łódzkiego Towarzystwa Pożyczkowo-Oszczędnościowego przy ul. Andrzeja Struga 3 w Łodzi w latach 1910-1911[5],
- rozbudowa kościoła w Bednarach koło Łowicza w 1923 r.[1]
- kościół w Pniewniku w latach 1922-1927[1]
- kościół w Nowym Targu w 1928 r.[1]

## Rodzina
Był ojcem Stanisława Panczakiewicza (1900–1982), konstruktora samochodowego, pioniera designu motoryzacyjnego w Polsce. 